# Bdellovibrionaceae
Bdellovibrionaceae es una familia de bacterias incluida en su propio orden.  Incluye géneros, tales como Bdellovibrio, parásito inusual de otras bacterias. Por consiguiente, estas bacterias son un método potencial para controlar algunos patógenos bacterianos.